# Margelliantha caffra
Margelliantha caffra là một loài thực vật có hoa trong họ Lan. Loài này được (Bolus) P.J.Cribb & J.Stewart mô tả khoa học đầu tiên năm 1985.